# The Salon

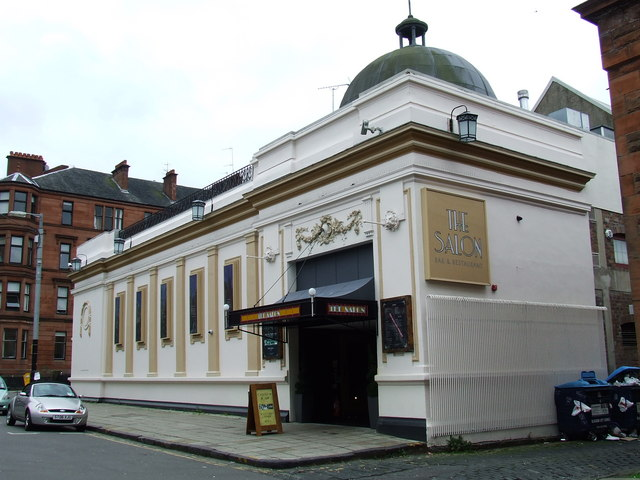
The Salon

The Salon, ehemals Hillhead Picture House und Hillhead Salon Cinema, ist ein ehemaliges Kinogebäude und heutige Gaststätte in der schottischen Stadt Glasgow. 1977 wurde das Bauwerk in die schottischen Denkmallisten zunächst in der Kategorie B aufgenommen. Die Hochstufung in die höchste Denkmalkategorie A erfolgte 2008.

## Geschichte
Nach Verabschiedung des Cinematograph Act, in welchem unter anderem aus Brandschutzgründen die bauliche Trennung zwischen Kinosaal und Vorführerraum geregelt war, kam es zu einer ersten Welle von Kinobauten. Mit seiner Eröffnung im Oktober 1913 handelt es sich um eines von weniger als zehn vor Ausbruch des Ersten Weltkriegs in Schottland ausdrücklich als Kino errichteten Häusern. Den Entwurf lieferte das Architekturbüro Brand & Lithgow. Der Entwurf nutzte das neuartige System Hennebique und ist damit eines von nur zwei Kinogebäuden in Schottland, das aus Stahlbeton aufgebaut ist. Aus Brandschutzgründen wurde auch auf eine Leinwand zugunsten der Projektion auf eine Betonwand verzichtet.
1931 wurde James McKissack mit Umbauarbeiten betraut. Vermutlich dienten sie der Installation eines Lautsprechersystems. Burnet & Boston änderten im Jahre 1940 die Sitzplatzkapazität. Zuvor hatten im Saal 630 und zusätzlich 133 Personen auf einem Balkon Platz gefunden. Nachdem Fyfe & Fyfe 1969 das heruntergekommene Kino aufgekauft hatten, wurde es zur Renovierung geschlossen. Im April 1970 eröffnete das Haus mit der Aufführung von The Sound of Music unter dem Namen „The Salon“. Am 12. Oktober 1992 schloss das Kino endgültig. Nachdem es sieben Jahre leergestanden hatte, wurde es zu einer Gaststätte umgebaut. Nach einer erneuten Überarbeitung wurde das Gebäude am 20. Juli 2007 wiedereröffnet.

## Beschreibung
Das Gebäude steht an der Vinicombe Street zwischen der Cranworth Street und der Burgh Lane im nordwestlichen Glasgower Stadtteil Hillhead. Gegenüber befindet sich die Botanic Gardens Garage. Das einstöckige Gebäude mit abschließender Kuppel ist neoklassizistisch ausgestaltet. Sowohl die Außenfassaden als auch der Innenraum zeigen Gipsarbeiten im Stil des Neorokoko. Die nordexponierte Hauptfassade ist sieben Achsen weit, die im Schema 1–5–1 angeordnet sind. Pilaster gliedern die Fassade vertikal. Der rechts gelegene Eingangsbereich ist mit Löwenköpfen gestaltet.